# Adelgundes de Portugal
Adelgundes de Portugal, princesa de Borbó-Parma (Bronnbach (Alemanya) 1858 - Gunten (Suïssa) 1946). Infanta de Portugal amb el tractament d'altesa reial que esdevingué regent del drets del príncep Duarte Nuno de Bragança al tron portuguès durant la minoria d'edat d'aquest. Ostentà el títol de duquessa de Guimaraes.
Nascuda a Bronnbach (Alemanya) el dia 10 de novembre de 1858, essent filla del rei Miquel I de Portugal i de la princesa Adelaida de Löwenstein-Wertheim-Rosenberg. Adelgundes era neta per via paterna del rei Joan VI de Portugal i de la infanta Carlota Joaquima d'Espanya i per línia materna del príncep Constantí de Löwenstein-Wertheim-Rosenberg i de la princesa Agnès de Hohenlohe-Lagenburg.
El dia 15 d'octubre de 1876 es casà a Salzburg amb el príncep Enric de Borbó-Parma, comte de Bardi. Enric era fill del duc Carles III de Parma i de la princesa Lluïsa de França. La parella no tingué cap fill.
Adelgundes fou la padrina de bateig del príncep i nebot seu Duarte Nuno de Bragança l'any 1908. Durant la minoria d'edat del príncep, després de la renúncia del seu pare, el príncep Miquel de Bragança, Adelgunes esdevingué regent dels drets dinàstics de la branca miquelista al tron de Portugal.
Adelgundes morí el dia 15 d'abril de 1946 a la població suïssa de Gunten a l'edat de 87 anys.